# Хартія 1814 року
Хартія 1814 року (фр. Charte constitutionnelle du 4 juin 1814) — конституція Франції прийнята після реставрації короля Людовика XVIII. Умова прийняття конституції була однією з вимог антинаполеонівської коаліції, яка допомогла Людовику зійти на престол. Хартія затверджувала основні результати Французької революції: обмеження влади короля, знищення феодальних відносин, новий цивільний кодекс, зміни в земельній власності і в адміністративному поділі країни.

## Положення хартії
Хартія гарантувала багато з прав, які в той час вже мали інші країни Західної Європи. Основним принципом хартії було положення про «рівність всіх французів перед законом, незалежно від чину і титулів», а також положення про «вільне сповідування релігії з однаковою свободою і з однаковим захистом перед законом». Попри це, католицизм визнавався, як офіційна державна релігія.
Роль короля в Хартії не була визначена, як абслютистська монархія за старого, дореволюційного режиму. Влада короля була обмеженою, однак він залишався головою уряду, і міністри були відповідальні перед ним. Крім того, король виступав як глава держави і голова виконавчої влади, був командувачем збройними силами, йому довірялося право оголошення війни й укладення мирних договорів. Король також призначив всіх урядовців у галузі державного управління. Владу короля обмежувала і третя гілка влади: судова система королівства.
Хартією засновувалися дві палати парламенту: палата перів і палата депутатів, до яких король мав пропонувати законодавчі акти. Верхня палата перів призначалася королем, а палата депутатів обиралася обмеженим колом виборців. Для права обрання у палату депутатів від громадян вимагався майновий ценз. Розгляд фінансових питань залишався в компетенції нижчої палати депутатів. Відтак право вибору мали лише 90 000 чоловік, а право бути обраними депутатами — 15 тис.